# Amanda del Llano
Ysaura Amanda Llano (Tapachula, Chiapas, 20 de julio de 1920-Ciudad de México, 24 de junio de 1964), conocida como Amanda del Llano, fue una actriz y cantante mexicana. Como intérprete, se especializó en los géneros de ranchera y bolero. 
Ganó un premio Ariel en la categoría a mejor coactuación femenina, por su participación en la película La rebelión de los colgados (1954).

## Biografía y carrera

### 1920-1941: primeros años
Ysaura Amanda Llano nació el 20 de julio de 1920 en Tapachula, Chiapas, siendo hija del español Manuel del Llano de Renovales, y de la mexicana Consuelo Serrano Toledo.

### 1941-1956:Época de Oro del cine mexicano
A finales de los años treinta llegó a Ciudad de México a estudiar. En 1941, comenzó a trabajar en cine en plan de extra en películas como Al son de la marimba y El gendarme desconocido. Ese mismo año, después de ganar el concurso "Estrellitas 1941", promovido por una revista de la época, recibió su primera oportunidad semi-estelar con la película La venganza del Charro Negro, protagonizada y dirigida por Raúl de Anda, pero fue en 1946 cuando el público logró identificarse con ella, gracias a la película Campeón sin corona de Alejandro Galindo, donde interpreta a Lupita, la abnegada mujer que hasta en la derrota sabe estar con su Kid (David Silva). A ésta le siguieron participaciones interesantes, aunque con pocas oportunidades de lucimiento, pues a pesar de ser una buena actriz, como lo demostró en repetidas ocasiones en el teatro, en el cine solo se la utilizó de dama joven, aunque casi siempre como la tercera en discordia y en pocas ocasiones se quedaba con el galán, en películas como Hay muertos que no hacen ruido (1946), Yo maté a Rosita Alvírez (1947), La casa colorada (1947), Dos de la vida airada (1948), La oveja negra (1949), y No desearás a la mujer de tu hijo (1950).
En 1953 Amanda firmó para dos cintas por las que es muy recordada entre los cinéfilos: Pepe El Toro, dirigida por Ismael Rodríguez y en la cual trabajó con el entonces muy popular Pedro Infante, y Reportaje (1953), dirigida por su gran amigo Emilio Fernández, una película con un elenco multiestelar compuesto por los máximos actores de la época. Es en esta donde mostró su calibre como actriz, ya que de todo el elenco -que incluía a figuras de renombre como María Félix, Pedro Infante, Jorge Negrete, Arturo de Córdova, Dolores del Río , Tin Tan, Columba Domínguez, Roberto Cañedo, Víctor Parra, Víctor Manuel Mendoza y Miroslava Stern- es la única que logró nominación con su papel y con él. 
Después de Reportaje, le siguió su mayor triunfo cinematográfico: La rebelión de los colgados (1954), en donde por su excelente caracterización de la golfa Áurea, ganó el Ariel a la mejor coactuación femenina. Siguieron sus papeles en El seductor (1955), La ilegítima (1956) y Los amantes (1956), con las cuales entró de lleno a la moda de los “desnudos artísticos”, iniciada por Ana Luisa Peluffo. En fecha desconocida, contrajo matrimonio con el actor costarricense Crox Alvarado, con quien trabajó en varias cintas.

### 1956-1963: declive profesional y últimos trabajos
Decepcionada porque en México no se le brindaban nuevas oportunidades, se marchó a España, donde logró triunfar como cantante. Para la compañía discográfica española RCA, grabó canciones rancheras con acompañamiento de orquesta: «A grito abierto», «Aquella», «Cuando salga la luna», «Cu cu rru cu cú paloma», «Échame a mí la culpa», «Estrellita marinera», «La noche de mi mal», «Una noche serena y oscura» y «Y ya». También grabó canciones de compositores españoles.
Regresó a México a principios de los sesenta y tuvo unas breves apariciones en Los hermanos Del Hierro (1961), Cuánto vale tu hijo (1962), Tiburoneros (1963) y Aquí está tu enamorado (1963). Sin embargo, sería en realidad en el teatro donde tuvo sus últimos éxitos, sobre todo al hacer el papel de la reina María Antonieta en la pieza Juego de reinas.

## Muerte
El 24 de junio de 1964, falleció en Ciudad de México a los 43 años de edad, a causa de una bronconeumonía no traumática y una obstrucción intestinal por bridas. Su cuerpo fue enterrado en la parcela de la Asociación Nacional de Actores (ANDA) del Panteón Jardín, ubicado en la misma ciudad.

## Legado
En 2006, fue inaugurada la «Sala Amanda del Llano», en Tuxtla Gutiérrez, Chiapas, como un homenaje en su memoria.

## Discografía

### Álbumes recopilatorios

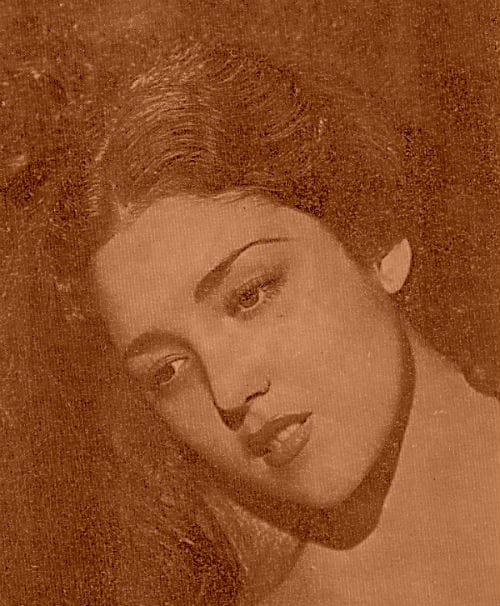
Del Llano en una fotografía publicitaria, c. 1940.

| Año  | Título           | Discográfica |
| 2017 | Amanda Del Llano | Calle Mayor  |

### EPs
| Año         | Título                                  | Discográfica |
| Desconocido | Amanda del Llano y orquesta             | RCA          |
| 1958        | Amanda Del Llano y orquesta Luis Araque | RCA          |
| 1958        | A grito abierto                         | RCA          |
| 1958        | Cuando sale la luna                     | RCA          |
| 1958        | Vida y amor                             | RCA          |

### Sencillos
| Año         | Título                           | Discográfica |
| Desconocido | Huellas en la bruma / Buen viaje | RCA Victor   |
| 1953        | ¡Ay amor! / No tengas cuidado    | Columbia     |

## Filmografía
- 1940  Al son de la marimba ... La Campesina
- 1941  Noche de recién casados
- 1941  El gendarme desconocido ... Chica restaurante de hotel (no acreditada)
- 1942  Mil estudiantes y una muchacha ... Susanita (como Amanda Llano)
- 1942  El barbero prodigioso ... Empleada hotel
- 1942  El ángel negro ... Hija de Doña Meche (no acreditada)
- 1942  La venganza del Charro Negro
- 1942  Secreto eterno ... Novia de Luis
- 1942  ¡Así se quiere en Jalisco! ... Rufina Villa (no acreditada)
- 1944  Toros, amor y gloria ... Lupita
- 1945  Me he de comer esa tuna ... Adelita
- 1945  Una canción en la noche
- 1945  Caminos de sangre ...  Celia
- 1946  Campeón sin corona ... Lupita
- 1946  Hay muertos que no hacen ruido
- 1946  Guadalajara pues
- 1947  Yo maté a Rosita Alvírez
- 1947  La casa colorada
- 1947  El conquistador
- 1947  Los cristeros ... María
- 1948  Fíjate qué suave ... Chayito
- 1948  Dos de la vida airada ... Lolita
- 1948  Espuelas de oro
- 1949  La Mancornadora ... Lupe Flores
- 1949  Café de chinos ... Elena
- 1949  Dinero maldito
- 1949  La oveja negra ... Marielba
- 1950  Cuando los hijos odian/La hija del panadero ... Lolita
- 1950  No desearás la mujer de tu hijo ... Marielba
- 1950  Donde nacen los pobres
- 1951  El papelerito ... Madre de Toñito
- 1953  Pepe El Toro ... Amalia
- 1953  Reportaje... Cándida, criada herida
- 1954  La rebelión de los colgados ... Áurea
- 1955  Los líos de Barba Azul ... Olga
- 1955  Las engañadas ... Rosa
- 1955  El seductor ... Aurora; Angélica
- 1955  De carne somos ... Susana
- 1955  La mujer ajena
- 1956  La ilegítima
- 1956  Rosalba
- 1956  Los amantes
- 1959  Échame a mí la culpa
- 1960  El impostor
- 1961  Los hermanos Del Hierro ... Amante de Martín
- 1962  Cuanto vale tu hijo
- 1963  Aquí está tu enamorado
- 1963  Tiburoneros ... Adela

## Premios y nominaciones

### Premios Ariel
| Año  | Categoría            | Película                    | Resultado |
| ---- | -------------------- | --------------------------- | --------- |
| 1954 | Coactuación femenina | Reportaje                   | Nominada  |
| 1955 | Coactuación femenina | La rebelión de los colgados | Ganadora  |